# Astragalus austroaegaeus
Astragalus austroaegaeus — вид квіткових рослин з родини бобових (Fabaceae). Ареал охоплює такі країни: Греція.

## Середовище
Вид росте у фриганах, насипах доріг, перелогових терасах та виноградниках, на мергелистих і суглинних ґрунтах і конгломератах. Зареєстрований на висотах 0–650 м над рівнем моря. Загрози невідомі.